# Кира Нуар
Кира Нуар (англ. Kira Noir, род. 16 июля 1994 года, Сан-Марино, Калифорния, США) — американская порноактриса. Трижды лауреат премии AVN Awards в категории «Лучшая актриса второго плана» (2021, 2022, 2023).

## Биография
Родилась 16 июля 1994 года в Сан-Марино, штат Калифорния, в семье военного. Выросла в Нашвилле, куда переехала вместе с матерью и сестрой после развода родителей. После окончания школы переехала в штат Миссури, где в городе Сент-Луис прожила три года. В конце 2012 года устроилась стриптизёршей в Hustler Club в Ист-Сент-Луисе, в котором работала в течение двух лет. В конце 2014 года была замечена своим первым агентом в порноиндустрии — Джеком Спейдом из NeuModels. Спустя год перешла из NeuModels в Spiegler Girls Марка Шпиглера.
Её дебютной работой в качестве порноактрисы стала сцена с Деймоном Дайсом для студии Reality Kings под названием Sweet Cookie, которая была выпущена 17 февраля 2015 года. Снимается для студий Brazzers, Cherry Pimps, Digital Playground, Evil Angel, Girlfriends Films, Kink.com, Reality Kings, Twistys, Vixen Media Group (бренды Blacked, Deeper, Tushy и Vixen), Wicked Pictures и многих других в сценах различных категорий: от традиционного секса до двойного анального проникновения.
В конце июля 2018 года Кира была избрана Ангелом студии Vixen. В октябре канадской порностудией Twistys избрана Treat of the Month. В январе 2019 года стала «девушкой месяца» студии Girlsway. В ноябре этого же года названа Cherry Pimps «Вишенкой месяца». В ноябре 2020 года избрана сайтом Pornhub послом бренда.
В конце августа 2018 года награждена премией Urban X Award в категории «Лучшая анальная исполнительница». В январе 2019 года стала одной из лауреатов премии AVN Awards в категории «Лучшая сцена группового секса». В январе 2020 года отмечена премией XBIZ Award за лучшую сцену секса в комедийном фильме 3 Cheers for Satan. В декабре 2020 года объявлена победительницей премии XRCO Award в категории «Невоспетая сирена года».
В ноябре 2020 года вместе со Скайлер Ло назначена ведущей 38-й церемонии награждения AVN Awards. На этой церемонии Кира завоевала две премии AVN: одну за роль второго плана в фильме Primary, а другую за роль камео в музыкальном видеоклипе на песню «Moana» рэпера G-Eazy. В этом же месяце также была награждена XBIZ Award за лучшую лесбийскую сцену.
В январе 2022 года за роль в фильме Casey: A True Story Кира второй год подряд стала лауреатом премии AVN Awards в категории «Лучшая актриса второго плана». В январе 2023 года была в третий по счёту раз удостоена премии AVN Awards как «Лучшая актриса второго плана», при этом одержав победу в категории «Лучшая исполнительница года».
По данным сайта IAFD на февраль 2022 года, снялась в более чем 450 порнофильмах и сценах.

## Награды и номинации
| Год  | Церемония                   | Результат | Номинация                                             | Работа                           |
| ---- | --------------------------- | --------- | ----------------------------------------------------- | -------------------------------- |
| 2017 | AVN Awards                  | Номинация | Лучшая новая старлетка                                | н/д                              |
| 2017 | AVN Awards                  | Номинация | Лучшая сцена триолизма (Ж/М/Ж)                        | Hungry Assholes                  |
| 2017 | AVN Awards                  | Номинация | Лучшее сольное исполнение / стриптиз                  | Kinky Fantasy Club               |
| 2017 | AVN Awards                  | Номинация | Лучшая лесбийская сцена                               | Lesbian Beauties 16: Interracial |
| 2017 | AVN Awards                  | Номинация | Приз зрительских симпатий: самый горячий дебютант     | н/д                              |
| 2017 | Spank Bank Awards           | Номинация | Новичок года                                          | н/д                              |
| 2017 | Spank Bank Awards           | Номинация | Tortured Fuck Doll of the Year                        | н/д                              |
| 2017 | XBIZ Award                  | Номинация | Лучшая новая старлетка                                | н/д                              |
| 2017 | XBIZ Award                  | Номинация | Лучшая сексуальная сцена в парном фильме или тематике | The Masseuse 10                  |
| 2017 | XRCO Award                  | Номинация | Лучший новичок                                        | н/д                              |
| 2018 | AVN Awards                  | Номинация | Лучшая актриса второго плана                          | Ethni•City                       |
| 2018 | AVN Awards                  | Номинация | Лучшая групповая сексуальная сцена                    | Blacked Out Orgy                 |
| 2018 | AVN Awards                  | Номинация | Лучшая групповая лесбийская сцена                     | Zebra Girls 4                    |
| 2018 | AVN Awards                  | Номинация | Лучшая сцена триолизма (Ж/М/Ж)                        | Naughty Black Housewives 4       |
| 2018 | AVN Awards                  | Номинация | Приз зрительских симпатий: любимая актриса            | н/д                              |
| 2018 | Spank Bank Awards           | Номинация | Глубочайшая глотка                                    | н/д                              |
| 2018 | Spank Bank Awards           | Номинация | Докторантура по дилдологии                            | н/д                              |
| 2018 | Spank Bank Awards           | Победа    | Ebony Princess of the Year                            | н/д                              |
| 2018 | Spank Bank Awards           | Номинация | Group / Orgy Maestro of the Year                      | н/д                              |
| 2018 | Spank Bank Awards           | Номинация | Threesome Savant of the Year                          | н/д                              |
| 2018 | Spank Bank Technical Awards | Победа    | Most Lickable Taint                                   | н/д                              |
| 2018 | XBIZ Award                  | Номинация | Лучшая актриса — полнометражный фильм                 | Ethnicity                        |

## Избранная фильмография
Некоторые фильмы, согласно данным сайта Adult Film Database:
- A Lesbian Romance 2
- Angelic Black Asses 3
- Best Friends 5
- Black Babysitters 3
- Filthy Fashion Models
- Hot, Black And Anal
- Shades of Love
- Special Dark
- Spunked